# Phaeocatantops neumanni
Phaeocatantops neumanni är en insektsart som först beskrevs av Willy Adolf Theodor Ramme 1929.  Phaeocatantops neumanni ingår i släktet Phaeocatantops och familjen gräshoppor. Inga underarter finns listade i Catalogue of Life.